# Tanjung Danau
Tanjung Danau is een bestuurslaag in het regentschap Indragiri Hulu van de provincie Riau, Indonesië. Tanjung Danau telt 843 inwoners (volkstelling 2010).